# Purificación Barbadillo
Purificación Barbadillo Sánchez (1897-10 de mayo de 1970) es un personaje de ficción creado en la serie española Cuéntame Como Pasó, interpretada por la actriz Terele Pávez. El carácter de Pura es muy tradicional, fuertemente influenciada por los grandes acontecimientos que le tocó vivir.

## Orígenes
Purificación Barbadillo Sánchez nace en Sagrillas (Albacete) en 1897. Ya desde su más tierna infancia ve cómo la miseria y el hambre asolan el pueblo. Sus padres fallecen siendo ella pequeña. En una ocasión rememora sus andanzas con un primo, que luego combatió en la Guerra y fue hecho prisionero. Al cabo de los años, a su salida, visita la casa de los Alcántara.

## Vida familiar
Desde el inicio de la serie hasta la temporada 14: Pura se casó con Eusebio Alcántara, El Tuerto, con quien tuvo 5 hijos, Gonzalo, José, Miguel, Antonio y Aurelia. Gonzalo y José murieron combatiendo en la guerra civil española, y Aurelia de tifus.
Durante la guerra, don Mauro Valcárcel, el cacique del pueblo, mandó llamar a todos los comunistas del pueblo para fusilarles, y además, por celos, ya que estaba enamorado de Pura, mandó llamar a Eusebio.
Temporada 14: Se desvela que Miguel es en realidad hijo de don Mauro, quien dejó a Pura embarazada antes de casarse con Eusebio. Se omite la historia de los otros 3 hijos.
Temporada 15: Pura se casó durante la Primera Guerra Mundial con Benito, con el que tuvo 2 hijos, José y Gonzalo. Poco después queda viuda en torno a los 20 años.
A finales de 1923 entra a servir a casa de los terratenientes del pueblo, los Valcárcel. Mauro, el hijo mayor de los amos del pueblo, se enamora locamente de Pura y ésta queda embarazada de él. 
Evidentemente, Pura se ha de casar con un hombre de su misma edad para que la gente no hable sobre su condición. Así que se casa con Eusebio Alcántara, un chico que quiere mucho y con quién criará, desde julio de 1924 a Miguel, su primer hijo.
Además, durante el asedio de los campos de Albacete por parte de los nacionales, en octubre de 1938, Mauro Valcárcel se hace con el control del pueblo a golpe de escopeta: manda llamar a todos los hombres comunistas y a Eusebio, que arrebata de Pura y asesina por celos. La noche del 17 al 18 de octubre de 1938, Pura y sus hijos dan sepultura al marido y padre de éstos, aunque en realidad no lo entierran, ya que Eusebio está en una fosa común a las afueras del pueblo.
Los años siguientes tampoco fueron muy consagrados. Tres de sus hijos murieron y Miguel se marchó a Francia a encontrar trabajo. A principios de los cincuenta, Antonio marcha también a Madrid junto a su mujer y su suegra.

## Los años 1950 y 1960
Mientras sus hijos estaban fuera, Pura forja cada vez más su carácter paisano y tradicionalista de la España profunda de los años 1950 y 1960. Desde su pequeño pueblo albaceteño, alejada del mundo y de los avances de la tecnología, ve cómo sus hijos la han abandonado y se siente sola.
En septiembre de 1969, debido a un empeoramiento de su salud, un primo le avisa a Antonio y Pura se marcha una temporada con su hijo a la capital española. Allí verá como el mundo que ella conocía ha cambiado a marchas forzadas con la llegada de algunos electrodomésticos y aparatos que hacen la vida más fácil a su familia (televisión, lavadora, nevera...). Lo que Pura también ve con mala cara es la creciente libertad que tiene la mujer con respecto a sus tareas del hogar, y que muy bien encarna su nuera Merche, que trabaja en una boutique de moda que ella misma ha montado.

## Muerte
En mayo de 1970, la salud de Pura empeora de manera sustancial. Toda su familia se desplaza al pueblo y le hace compañía en sus últimos días. Ella, tan testaruda como siempre, no quiere pastillas ni que la ingresen en un hospital, quiere morir en la cama que compartió con su esposo. La única preocupación que la ata todavía a este mundo es la posible desunión de su familia, debido a los cambios que vio durante su estancia en Madrid. Hace que Herminia le prometa encargarse de velar para que esto no pase y a Mercedes le pide que le jure que sus bisnietos jugarán en la casa familiar. Al final, luego de asegurar el futuro de su familia, hace entrar en razón a su hijo, quien decide dejarla morir en paz y tranquila.
Fallece el 10 de mayo de 1970, y es enterrada en Sagrillas junto a su marido.

## Apariciones en capítulos posteriores
Doña Pura ha vuelto a parecer en algunos flashbacks posteriores, en los recuerdos familiares cuando van al pueblo o en ocasiones especiales. En 1979 Antonio la ve en un sueño, cuando está buscando una solución a la crisis de sus finanzas, y Pura le dice que lo que está pensando hacer (montar un sex shop con Miguel) no es de su agrado y le aconseja: "Hijo, parla en català", dándole a Antonio la idea para su nuevo negocio.
- Datos: Q15983927